# František Bučil
František Bučil (31. ledna 1894 Smolotely – 30. prosince 1955 Praha) byl římskokatolický kněz, děkan v Sedlčanech. Činorodý a oblíbený kněz byl pro své názory šikanován komunistickým režimem a posléze odsouzen k 9 letům vězení za trestný čin sabotáže. V roce 1955 již jako vážně nemocný marně žádal o přerušení trestu, ještě téhož roku zemřel ve vězeňské nemocnici na Pankráci.

## Životopis

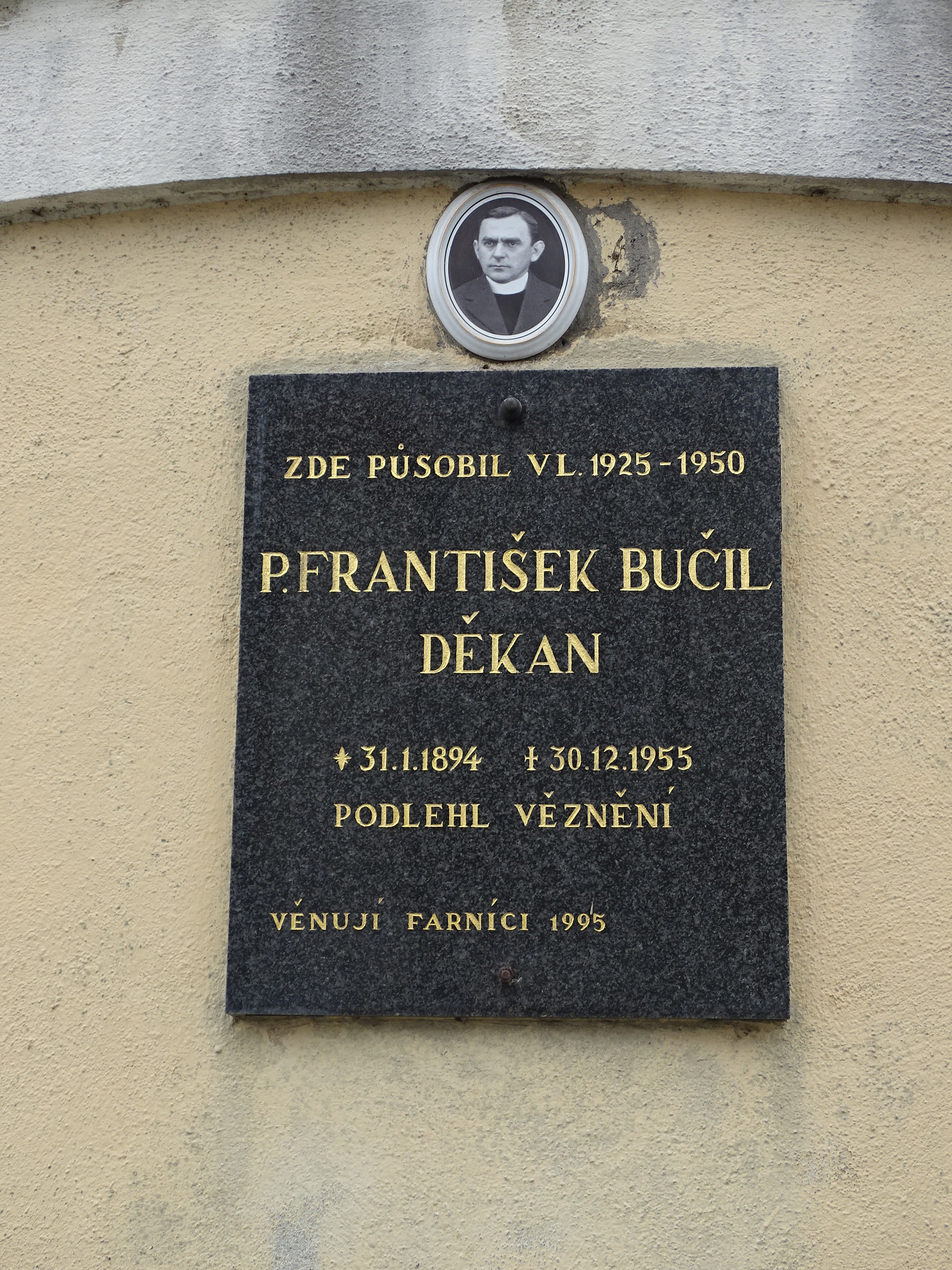
Pamětní deska na faře v Sedlčanech

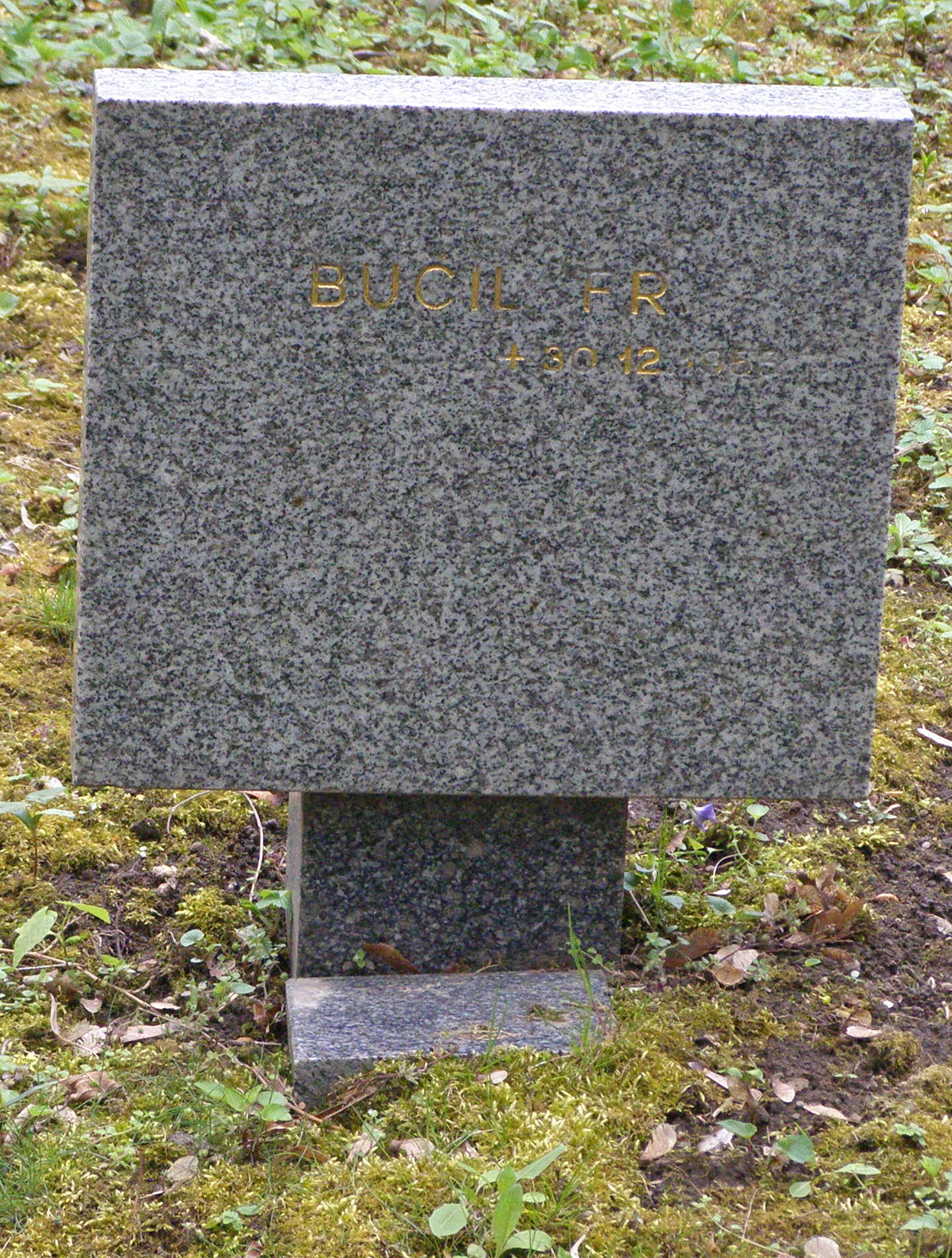
Symbolický hrob na Čestném pohřebišti popravených a umučených z padesátých let – třetí odboj v pražských Ďáblicích

František Bučil se narodil jako jedno z pěti dětí. Jeho strýc Jan Bučil působil jako kněz v Praze a byl pro něj vzorem. František nejprve vystudoval gymnázium v Příbrami, v říjnu 1914 vstoupil do kněžského semináře a začal studovat na teologické fakultě v Praze. Na kněze byl vysvěcen 30. června 1918. Téhož léta měl velké zdravotní problémy, onemocněl španělskou chřipkou a zápalem plic i pohrudnice. Jako důsledek se u něj projevila angina pectoris.
Od září 1918 nastoupil jako katecheta v obci Pchery u Slaného, od roku 1924 učil náboženství v Kladně. Rok poté se stal katechetou v Sedlčanech, kde byl také od prosince 1940 jmenován děkanem. „Díky své veselé a klidné povaze, životnímu optimismu a vynikajícím kázáním si získal u věřících velkou oblibu... Věnoval se ministrantům, opravám kostelů a kaplí ve farnosti, provedl přestavbu budovy děkanství," uvádí historik Vojtěch Vlček.

### Odmítnutí spolupráce s komunistickým režimem
Po válce byl v květnu 1945 zvolen předsedou revolučního Národního výboru v Sedlčanech, funkci ale nepřijal pro vytížení ve farnosti a ve vedení místní Charity. Díky práci pro charitu se podílel na rozdělování pomoci UNRRA. Po válce také organizoval opravy poničených kostelů. „V podstatě zvládal práci, kterou za první republiky konali čtyři kněží," dodává Vlček.
Komunistický režim se Bučila snažil získat pro účast v kolaborující tzv. Katolické akci. Děkan odmítl, a v červnu 1949 navíc přečetl pastýřský list biskupů, který tuto organizaci odsuzoval.
Začátkem roku 1950 si vážně poranil levé oko, byl hospitalizován v Praze na Vinohradech. Když se zotavil a vrátil se k výuce náboženství, dal před žáky najevo své pochybnosti o autenticitě tehdejšího vykreslení tzv. Číhošťského zázraku.
Počátkem června 1950 byl Bučil předvolán k výslechu na okresní oddělení Národní bezpečnosti v Sedlčanech. Následně na něj bylo podáno trestní oznámení pro „šíření nepravdivých zpráv“. Církevní tajemník mu nabízel spolupráci s komunistickým režimem a kněžským mírovým hnutím výměnou za zastavení stíhání. Děkan Bučil odmítl.

### Odsouzení
Dne 28. prosince 1950 byl odsouzen za šíření poplašné zprávy k trestu jednoho roku odnětí svobody a odvezen na Pankrác. Krátce po procesu však StB provedla prohlídku fary a našla zde velké množství věcí, např. potraviny, oblečení nebo obuv. Některé potraviny byl již nalezeny zkažené. Velká část těchto věcí pocházela z poválečné pomoci, kterou měl děkan v úmyslu rozdat. Režimem tak byl označen za „mamonáře" a „záškodníka plánovaného hospodářství". Nalezené věci byly vystaveny ve výkladních skříních po městě. Proti Bučilovi byla ve městě rozpoutána nenávistná kampaň, byly vystavovány i věci, které z fary nepocházely: zkažené potraviny, ohlodané, roztrhané oblečení atd.
Nové stání před soudem se z rozhodnutí ministerstva spravedlnosti konalo 2. února 1951 v sedlčanské sokolovně a bylo vysíláno místním rozhlasem. Po cestě k sokolovně byl děkan nucen šlapat po rozházených hostiích a s příslušníky obcházet vitríny s vystaveným poničeným oblečením, zkaženým jídlem nebo nenávistnými letáky. Předsedou soudu byl Jaroslav Novák, zástupcem prokuratury Karel Čížek, který Bučila během procesu dále ponižoval. Soud odmítl děkanovu obhajobu, podle níž chtěl zásoby postupně rozdělit, a za trestný čin sabotáže jej odsoudil k 9 letům vězení.
P. Bučil byl vězněn na Borech, Mírově, v Mladé Boleslavi a Valdicích. Pracoval v kuchyni, v dílnách, byl zaměstnán při draní peří a loupání slídy.

### Zamítnutí žádosti o propuštění
V červenci 1954 mu prezident Antonín Zápotocký v rámci amnestie prominul tři roky trestu. Už o rok dříve však vězeňský lékař označil jeho zdravotní stav za vážný. Nedostal však odpovídající lékařskou péči a jeho stav zhoršila špatná výživa a práce v prašném prostředí. Onemocněl tuberkulózou, od 8. ledna 1955 byl hospitalizován ve vězeňské nemocnici ve Valdicích, lékaři vyslovili podezření na rakovinu tračníku. P. Bučil marně žádal krajskou prokuraturu v Hradci Králové o podmínečné propuštění. Žádost byla zamítnuta, ač ji prokurátor kvůli zdravotnímu stavu doporučoval.

### Zákaz pohřbu
Dne 27. srpna 1955 byl František Bučil převezen ve vážném stavu do vězeňské nemocnice na Pankráci, kde 30. prosince téhož roku ve věku 61 let zemřel. Pohřební úřad dostal zákaz vydat jeho tělo příbuzným. Úřady totiž považovaly za nežádoucí pohřeb člověka, který by mohl být „živly z řad reakce“ vnímán jako mučedník. Jeho ostatky byly 17. ledna 1956 pravděpodobně odvezeny do neoznačeného hromadného hrobu v Praze–Ďáblicích.